# Gervais de Tilbury
Gervais de Tilbury (né en 1152-1153 ou 1155 et mort en 1233 ou 1234, voire en 1237) est un clerc puis chevalier, juriste, homme politique et écrivain du Moyen Âge.

## Biographie

### Sa jeunesse

Royaume de Sicile, vers 1154.

Gervais de Tilbury est né en Angleterre vers 1152-1155, probablement à Tilbury dans le comté d'Essex. Il reçoit une éducation à la cour d’Henri II Plantagenêt, puis à Reims entre 1176 et 1180, auprès de l'archevêque Guillaume aux Blanches Mains, oncle du roi de France Philippe II, le futur Philippe Auguste. Il y reçoit les ordres mineurs, condition indispensable pour briguer un bénéfice ecclésiastique. En 1177, il effectue un voyage à Venise où il est témoin oculaire  de l'entrevue de réconciliation entre le pape Alexandre III et l'empereur Frédéric Barberousse. Quelques années plus tard, il reprend ses études de droit à l'université de Bologne, grand centre d'enseignement du droit canon et y obtient son diplôme de docteur et son titre de maître.

### Un clerc et homme de cour
Il fréquente la cour d'Henri II Plantagenêt et fait partie d’un groupe de clercs passionnés par la philosophie naturelle, qui forment un cercle culturel autour de son fils, Henri le Jeune Roi. À la mort brutale de Henri en 1183, Gervais quitte l'Angleterre et vit un temps en Italie du Sud, à la cour du roi normand de Sicile, Guillaume le Bon. Il quitte alors la cléricature pour la chevalerie[réf. incomplète]. En 1189, à la mort de ce dernier, Gervais émigre à Arles, à cette époque terre d'Empire, où il exerce ses talents de juriste auprès des archevêques d'Arles, Pierre Isnard (1183-1190), puis Imbert d’Eyguières (1191-1202), et des comtes de Provence Alphonse Ier (1181-1196), puis son fils Alphonse II. Il épouse une parente de l'archevêque d'Arles, Imbert d’Eyguières. La dot comporte un palais dans la ville d'Arles, où il demeure. En 1207, il est nommé juge mage du comte Alphonse II de Provence.

### Un fidèle de l’empereur Otton IV de Brunswick

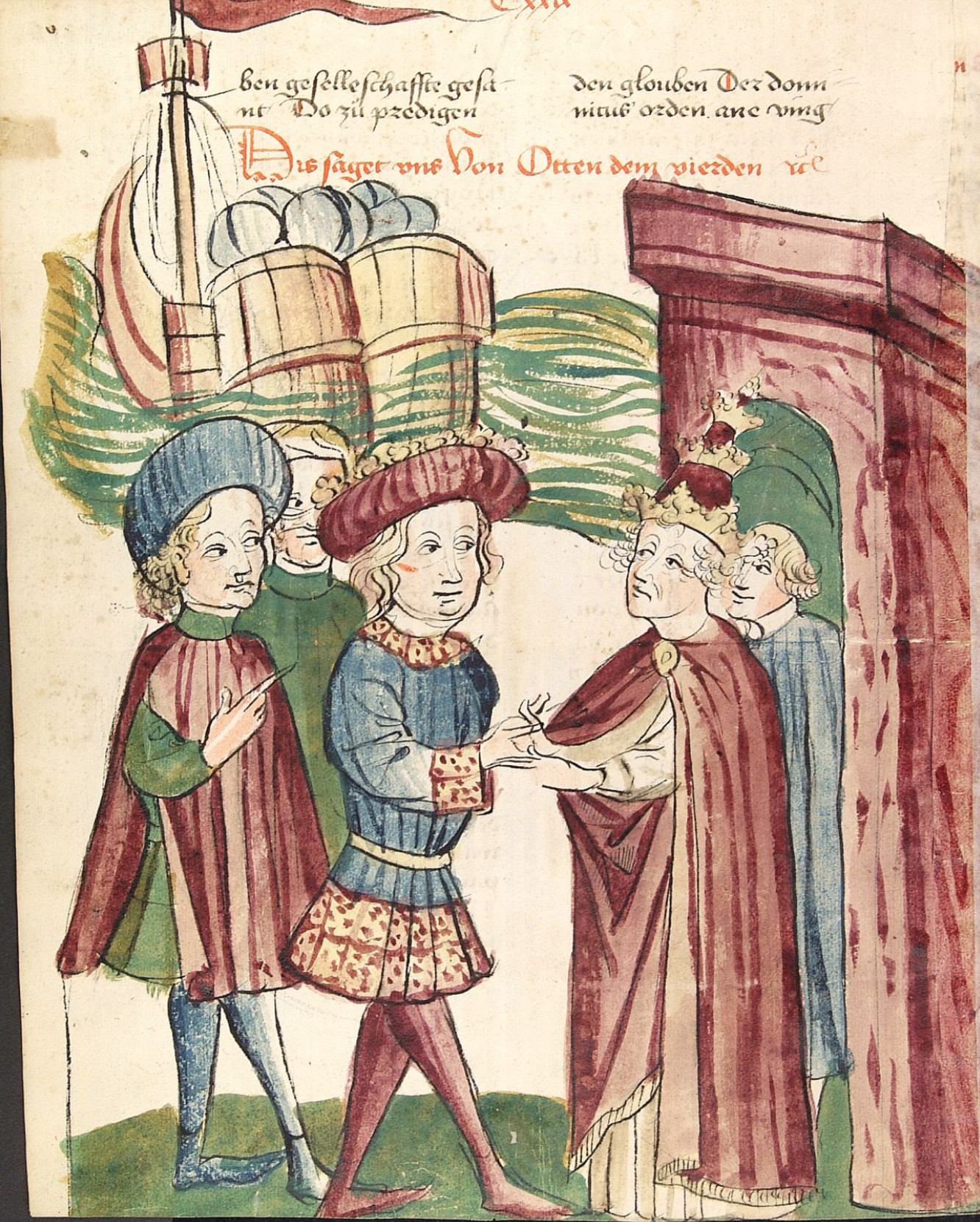
Otton IV et le pape Innocent III, manuscrit du XVe siècle

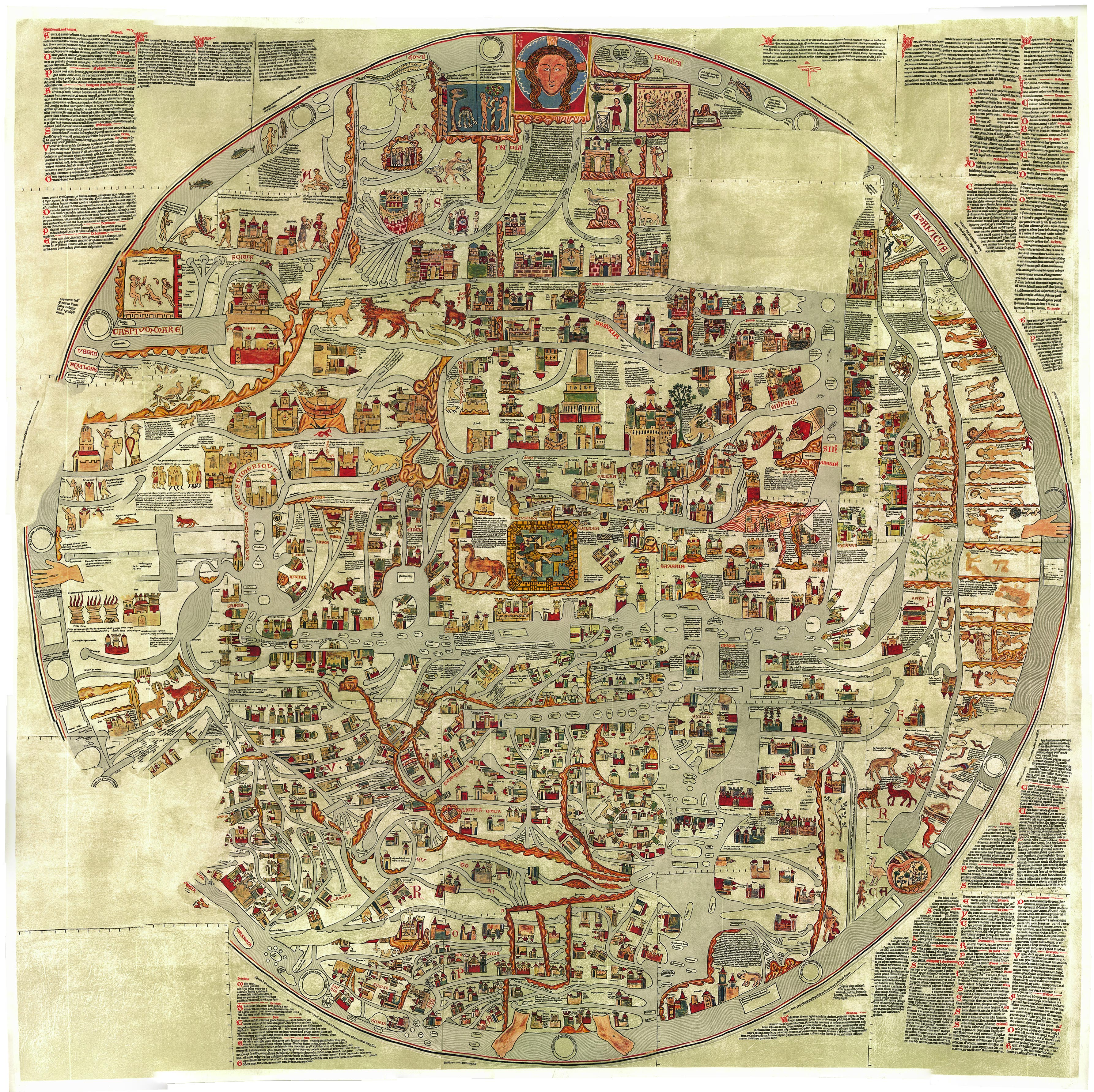
Mappemonde d'Ebstorf

En 1209, il accompagne Otton IV de Brunswick à Rome pour son sacre, puis est nommé maréchal de la cour impériale pour le royaume d'Arles  par l’empereur qui, formé dans sa jeunesse à la cour d'Angleterre, aime à s'entourer d'Anglais et de Saxons. Arles est à l'époque au carrefour de toutes les rivalités et ce contexte peut expliquer le portrait médiocrement flatteur de ses habitants tel que le dresse Gervais de Tilbury : 
« Près du cours du Rhône, les souffles sont plein de force, et les hommes sont engendrés gonflés de vent, vains, inconstants et suprêmement menteurs dans leurs promesses. 
Et c’est dans cette cité provençale qu'il entreprend pour l’empereur, en 1212, la rédaction des Otia imperialia (Les Divertissements pour un empereur).
En 1214 après la bataille de Bouvines, l’empereur vaincu se retire dans ses terres de Brunswick, et Gervais, tout en conservant sa charge de maréchal de la cour impériale au royaume d'Arles, le suit. Toutefois, le nom de maître Gervais apparaît une dernière fois à Arles dans une sentence arbitrale de juin 1221 où il est qualifié de Maréchal de la cour impériale du Royaume d'Arles. Gervais de Tilbury demeure en Allemagne après la disparition de son protecteur, et devient prévôt de l'abbaye d'Ebstorf de 1223 à sa mort (1233 ou 1234, voire 1237,). Dans ces dernières années, il aurait supervisé la réalisation de la mappemonde sur le modèle de celle qui figurait, peut-être, sur le manuscrit des Divertissements.

## Œuvres

### Les Divertissements pour un empereur(Otia imperialia, 1215)
Les Divertissements pour un empereur également appelés Liber de mirabilibus mundi, Solatia imperatoris ou Descriptio totius orbis contiennent sous forme encyclopédique les connaissances de l’époque. Écrit en latin, cet ouvrage est divisé en trois parties : la première concerne la création et les premiers temps du monde, la deuxième une description des parties du monde, des provinces et des peuples, et la troisième une série de merveilles du monde.
Pendant le Moyen Âge, il fut beaucoup lu et fit l’objet de deux traductions en français, dont une par Jean de Vignay. Depuis, les opinions divergent quant à la valeur de son contenu. Si Leibniz le qualifie de ramassis d’histoires stupides de vieilles femmes, d’autres le prennent en grande considération du fait que ce maître médiéval de la jurisprudence y reconnaît la justesse des demandes pontificales dans le conflit opposant l’Église et l’Empire.

## Sources et bibliographie

### Sources
- (en) Gervase of Tilbury, l'article anglais
- Sur le site de la BNF

### Œuvres de Gervais de Tilbury
- Otia imperialia (vers 1214), édition par Leibniz, Hanovre, 1707. Traduction en anglais par S. E. Banks et J. W. Binns, Gervase of Tilbury, Otia imperialia: recreation for an Emperor, Oxford, 2002.
  - Le Livre des merveilles de Gervais de Tilbury, traduit et annoté par Annie Duchesne - Paris, Édition des Belles Lettres, 1992 -  (ISBN 2251339140). Traduction du livre III des Otia imperialia (1215).

### Études sur Gervais de Tilbury
- Louis Stouff, Arles au Moyen Âge, pages 39–43.
- Martin Aurell, Jean-Paul Boyer et Noël Coulet, La Provence au Moyen Âge, page 84 -  (ISBN 2853996174)
- Jean-Maurice Rouquette (sous la direction de) - ARLES, histoire, territoires et cultures, page 343 - (Éditions IMPRIMERIE NATIONALE),  (ISBN 9782742751761)
- Gervais de Tilbury, biographie et bibliographie : ici